# Ep o Gilgamešu

## Nastanak
U 2. tisućljeću pr. Kr. književnost Babilona i Mezopotamije bila je vrlo bogata. Iz tog razdoblja pronađeni su mnogi epovi, legende, mitovi, himne bogovima, psalmi, bajke, basne, poslovice i pripovijetke. 
Za razliku od junaka iz grčke ili keltske mitologije, junak iz Epa o Gilgamešu bio je povijesna ličnost, kralj koji je vladao sumerskom gradom-državom Uruk oko 2700 pr. Kr. Ep o Gilgamešu nastao je oko 1700. pr. Kr. Neki njegovi dijelovi nastali su mnogo ranije, a i cijeli ep vjerojatno je stariji, samo mu je oko navedene godine dat cjelovit oblik. Ep je napisan na akadskom, babilonskom jeziku i sastoji se od 12 ploča (pjevanja) pa je prema tome i najveći. Ploče imenuju svog autora kao Sin-Leqi-Unninni, što znači: „Bože mjeseca, prihvati moju molitvu”.   
Ep o Gilganešu bio je zaboravljen do viktorijanskog doba. Engleski putnik, Austen Henry Layard, 1839. je godine iskopao više od 25 000 glinenih ploča iz ruševina Ninive. Henry Rawlinson počeo je prevoditi te ploče, prvo u Bagdadu, a onda u Britanskom muzeju. Kada je Rawlinsonov učenik George Smith preveo jedanaestu ploču Epa o Gilgamešu, na engleski 1872. godine, izazvao je veliku senzaciju. Razlog tome je bio što je na toj ploči bilo opisan potop i spašavanje jako slično onome što je opisano u Bibliji (Utnapištim je u Epu o Gilgamešu napravio brod, a u Bibliji Noa). Nekoliko godina poslije, i druge su ploče prevedene. Ipak, dvadeset posto epa nije završeno, jer neki dijelovi ploča nisu pronađeni ili su oštećeni.    
Zanimljivo je da ime Gilgameš, kako je utvrđeno, znači „otac-junak” ili „stari čovjek-junak”. Enkidu, pak, u pjesmama koje prethode ninivskoj verziji nije suborac i prijatelj Gilgamešov već njegov sluga. Značenje njegovog imena tumači se na razne načine, kao „gospodar brana i kanala”, kao „gospodar rita i močvare”, ili kao „stvorenje boga Ea (Enkija)”.

## Radnja
Prolog epa govori uopće o Gilgamešu, koji je bio jedna trećina čovjek, a dvije trećine bog. Gilgameš je opisan kao jako lijep i mudar čovjek koji je gradio prelijepe hramove i velike gradske zidine. Međutim, i pored njegovih vrlina, kada je počeo svoju vladavinu bio je despot. Gilgameš je radio razne grozote svom narodu. Bogovi su uvidjeli patnju Gilgamešovog naroda i stvorili su Enkidua, čovjeka divljine, koji je bio ravan Gilgamešu. 
Enkidu je bio divlji čovjek. Kada ga je jedan lovac ugledao u divljini doveo mu je svećenicu da ga zavede, kako bi ga doveo u civilizirani svijet. Enkidu je stvarno postao normalan čovjek. Kada je saznao što Gilgameš radi svome narodu, otišao je u Uruk i našao Gilgameša. Nakon što su se tukli čitavu noć, sprijateljili su se. Odlučili su zajedno ići u avanture.
Oni prvo odlaze u zabranjenu šumu posjeći drva. Tu ih napada čudovište Humbaba, kojeg pobijeđuju. Pri povratku u Uruk, nakon što je odbio imati ljubavne odnose s božicom, bore se i pobjeđuju nebeskog bika poslanog s neba. Bogovi odluče kazniti Enkidua. Enkidu umire, a Gilgameš je emocionalno slomljen. Nakon toga Gilgameš odlazi u potragu za besmrtnošću. Ne uspijeva je dobiti i umire kao smrtnik.

## Radnja po pločama
- Prva ploča: Narator kroz opisivanje upoznaje čitatelja s veličanstvenošću grada Uruka i predstavlja mu njegovog kralja Gilgameša. On je najveći kralj na Zemlji, dvije trećine božanstvo, a jedna trećina čovjek, najjači čovjek koji je ikada postojao. Ipak, vladao je u Uruku kao tiranin nad svojim ljudima, ne suosjećajući s njihovim nevoljama, pa čak i upražnjavajući navodno pravo oduzimanja nevinosti nevjestama u prisustvu njihovih muževa.

Kada su se njegovi ljudi požalili bogovima da je prestrog, bogovi odluče posavjetovati Gilgameša. Majka boginja Aruru/Ninhursag stvara dlakavog divljeg čovjeka Enkidua kao dostojnog protivnika. Enkidu živi u divljini među šumskim gazelama. On uništava lovačke zamke koje je postavio jedan lovac koji otkriva Enkidua i traži od Gilgameša da ga pošalje u hram jednoj bludnici kako bi ga ona pripitom, stoga da ga onda divlje zvijeri počnu odbijati. Gilgameš ga šalje Šamhat, svetoj bludnici boginje Ištar, koja zavodi Enkidua u tjedan dana dugu seksualnu inicijaciju, u kojoj Enkidu pokazuje izuzetnu muškost. Kao rezultat ovog susreta, životinje se sada boje i bježe od njegovog prisustva. Napušteni Enkidu traži utjehu od Šamhat koja mu nudi povratak u civilizaciju. 
- Druga ploča: Enkidu uči jesti ljudsku hranu, maže svoje raščupano tijelo i oblači se u civiliziranu odjeću. On žudi za posjetom hramu boginje Ištar i izazivanju moćnog kralja Gilgameša. Enkidu postaje razjaren saznavši da ovaj navodno uzorni vladar namjerava spavati s mladoženjinom mladom prije vjenčanja. On ide sa Šamhat u Uruk gdje blokira Gilgamešu put do mladine prostorije. Nakon ogromne borbe u kojoj Gilgameš pobjeđuje, Gilgameš je prikazan bez zlobe nakon čega on i Enkidu postaju najbliži prijatelji. Gilgameš predlaže avanturu u zabranjenu cedrovu šumu, gdje moraju ubiti moćnog Humbabu, demona čuvara šume. Enkidu, znajući da je sam glavni bog Enlil dodijelio Humbabi ovaj posao gorko se protivi, ali se na kraju slaže iz prijateljske ljubavi za svog novog prijatelja.

- Treća ploča: Gilgameš i Enkidu se pripremaju za putovanje u cedrovu šumu. Oni dobivaju blagoslov od Gilgamešove majke, boginje Ninsun, kao i podršku boga Sunca Šamaša, koji postaje njihov zaštitnik.

- Četvrta ploča: Gilgameš i Enkidu putuju prema zapadu do Libanona i cedrove šume. Enkidu ima niz uznemirujućih proročkih snova, koje Gilgameš naivno i pogrešno tumači kao dobra predskazanja.

- Peta ploča: Ulazeći u šumu, Gilgameš i Enkidu nisu dorasli strašnom Humbabi, ali su uz pomoć svog zaštitnika Šamaša koji šalje osam moćnih vjetrova (zviždeći vjetar, probijajući vjetar, mećavu, zli vjetar, demonski vjetar, zaleđeni vjetar, oluju, pješčanu oluju) protiv šumskog zaštitnika. Sada u Gilgamešovoj milosti, Humbaba moli za svoj život, obećavši da će dati kralju svu drvenu građu koju želi. Enkidu međutim savjetuje Gilgamešu da ne pokazuje milost. Oni okrutno ubijaju Humbabu, vadeći mu utrobu. Zatim su posjekli moćna cedrova stabla koje je Humbaba prije štitio i sa splavom se niz Eufrat vraćaju nazad u civilizaciju u grad Uruk.

- Šesta ploča: Nakon povratka u Uruk, boginja Ištar predlaže brak Gilgamešu. Znajući nesretne sudbine njenih prethodnih ljubavnika, on odbacuje ovaj prijedlog. Odbačena Ištar zahtijeva da njen otac Anu pošalje „nebeskog bika” da ubije Gilgameša zbog njegove drskosti. Enkidu lovi bika i hvata ga za rep, a Gilgameš ga kao matador ubija. Ištar ga proklinje rekavši: „Teško Gilgamešu koji me je oklevetao i ubio nebeskog bika!” Enkidu koji je bio vjeran Gilgamešu, usuđuje se vrijeđati boginju. Ištar i njezine svećenice su u dubokoj žalosti zbog nebeskog bika, dok Gilgameš i ljudi Uruka slave hrabrost kralja-heroja.

- Sedma ploča: Glavni bogovi Anu, Enlil, i Šamaš okupljaju se i vijećaju kako bi odredili kaznu za ubijanje nebeskog bika i Humbabe. Nakon rasprave o ovom pitanju, odlučuju poštedjeti Gilgameša, ali osuđuju Enkidua. Vjerni Enkidu postaje smrtno bolestan i proklinje svete bludnice Šamhata zbog njegovog dovođenja iz divljine. Na Šamašov nagovor, on međutim pomiluje i blagoslovi nju, iako u gorkom i ironičnom smislu. Ležeći na samrti, on opisuje ožalošćenom Gilgamešu svoje prebivalište „kuću od praha” u podzemnom svijetu.

- Osma ploča: Gilgameš pruža dugotrajan poetski govor o Enkiduu. Gilgameš oplakuje Enkidua 6 dana i 6 noći i tek sedmog dana ga sahranjuje. Duboko potresen, ranije neranjivi kralj žali zbog gubitka svog jedinog pravog prijatelja i po prvi put dolazi do shvaćanja o svojoj vlastitoj smrtnosti.

- Deveta ploča: Kako bi izbjegao sudbinu koja je zahvatila Enkidua, Gilgameš poduzima opasno putovanje kako bi posjetio legendarnog Utnapištima i njegovu suprugu, jedine ljude koji su preživjeli veliku poplavu, stoga dobivši od bogova besmrtnost. On putuje na planinu Mašu, najviši vrh svijeta, gdje susreće strašna škorpionska bića koja čuvaju vrata te tako blokiraju završni dio Gilgamešovog putovanja. On ih uvjerava u sveobuhvatnost svoje svrhe te mu oni omogućavaju ulazak. Gilgameš nastavlja putovati naizgled beskrajnim stazama kroz veliku hladnoću i tamu.

- Deseta ploča: Na dalekoj udaljenoj obali Gilgameš susreće Siduri koja je održavala jednu konobu i koja ga pokušava odvratiti od njegove potrage. On je međutim, previše ožalošćen gubitkom Enkidua i previše ispunjen strahom od svoje eventualne smrti da bi se dao odvratiti od svoje namjere. Gilgameš zatim prelazi „vode smrti” sa skelarom Uršanabijem dovršavajući putovanje i sastajući se na kraju s besmrtnim Utnapištimom.

- Jedanaesta ploča: Utnapištim detaljno govori Gilgamešu o velikoj poplavi i nerado mu daje priliku da postane besmrtan. On govori Gilgamešu da će postati besmrtan, ako uspije ostati budan šest dana i sedam noći. Pokušavajući to ostvariti, Gilgameš neizbježno zaspi. Utnapištim mu govori o posebnoj biljci koja raste samo na morskom dnu. Ta biljka mu neće dati besmrtnost, no vratit će ga u mladost. Gilgameš zavezuje kamenje oko svojih nogu kako bi mogao duboko zaroniti te uspješno dohvaća i čupa biljku te se nada da će je vratiti u Uruk. Prilikom kupanja stavlja biljku na obalu jezera, ali mu je zmija ukrade. Gilgameš se vraća u Uruk očajan, ali prizor grada s njegovim masovnim zidovima pokreće ga na pohvaljivanje ljepote samoga grada. Nakon neuspjeha u potrazi za besmrtnošću Gilgameš umire kao smrtnik.

- Dvanaesta ploča: Iako se mislilo da su nekoliko priča iz prvih jedanaest ploča prvobitno bile odvojene priče, na pločama one su dobro povezane u jedinstvenu cjelinu. Priča na dvanaestoj ploči jasno je kasniji dodatak, u kojem je Enkidu još uvijek živ te ima ženu i sina. Počinje s Gilgamešom koji šalje Enkidua na zadatak u podzemni svijet da preuzme predmete svete boginjama Ištar/Inanna, koje je Gilgameš izgubio. Priča se završava s raspravom u kojoj Enkidu odgovara Gilgamešu na nekoliko pitanja koja se odnose na sudbinu ljudi u narednom životu.[1]

## Jezik i stil
Jezik epa odlikuje se tzv. biblijskim tonom, no on je zapravo tek kasnije prenesen u judejsku književnost. To se isto dogodilo i s pričom o potopu, koja je objavljivanjem u ovom epu uzbudila cijeli obrazovani svijet. Epska ponavljanja u njemu vrlo su značajna. Često imaju svrhu da naoko primitivnim ponavljanjem jasnije predoče trajanje vremena u kome se neki jednolični događaji zbivaju (zabijanje 120 stupova u plićake smrti, Gilgamešovo putovanje mračnim klancem i dr.)
Cijeli ep mogli bismo podijeliti na dva dijela: čovjek prema stvarnom svijetu i čovjek prema unutrašnjem svijetu. U prvom dijelu epa (od 1. do 7. ploče) treba istaknuti prijateljstvo između slavljenog junaka Gilgameša i poludivljeg čovjeka polja Enkidua. Jedini predstavnici zla su čarobni nebeski bik i Humbaba, čuvar cedrove šume. Njih pobjeđuju oba prijatelja, što s etičke strane predstavlja simbol pobjede dobra nad zlom. Osim ove dvije borbe u epu nema krvavih ratovanja, svojstvenih mnogim epovima. U dobro konstruiranoj gradaciji ep dostiže svoj vrhunac opisom smrti prijatelja Enkidua (8. ploča). Preokret koji se tim putem događa u duši Gilgameša, tuga za prijateljem i njegov iznenadni strah pred smrću iznesen je jednostavno, a ipak tako snažno i potresno da ove stranice pripadaju među najljepše u starijoj književnosti. One tako jasno dokazuju da su čovjeka od najstarijih dana pa sve do danas mučili isti problemi. Pitanje života, urođeni strah od smrti, težnja za besmrtnošću opisani su tako da mogu uzbuditi i današnjeg čitatelja. Ovom pločom ep mijenja karakter. On postaje human, približuje se unutrašnjem čovjeku i dobiva gotovo lirski, elegički karakter. Pravi vrhunac epa nalazimo u opisu potopa (11. ploča), koji je dat na veoma realističan način. Svojom vrijednošću ona daje epu umjetnički biljeg, uz to svojom dramatičnošću oživljuje tijek radnje. Ep završava pesimistički: čovjek je nemoćan da bilo što sazna o stvarima koje ga neprestano muče, a to su pitanja o životu i smrti (12. ploča).

## Glavni likovi
Gilgameš – bio je najjači čovjek, hrabri borac, kralj Uruka. Bio je jednu trećinu čovjek, a dvije trećine bog. Gilgameš pada u tugu kada njegov voljeni prijatelj, Enkidu, umre. Postaje očajan znajući da će i on umrijeti i ide na putovanje do kraja svijeta u potrazi za odgovorima o životu i smrti.
Enkidu – bio je prijatelj i suputnik Gilgamešu. Bogovi su ga stvorili kao divljeg čovjeka koga su odgojile životinje. Enkidu je, fizički, ravan Gilgamešu. Budući da je s Gilgamešom ubio Humbabu i nebeskog bika, bogovi ga kažnjavaju sporom i bolnom smrću.  
Utnapištim – je kralj i svećenik u Šurapaku. Na nagovor boga, gradi veliki brod i spašava sebe, svoju obitelj i po jedan primjerak svih bića, od velike poplave, koja je za malo uništila sav život na svijetu. Bogovi su njemu i njegovoj ženi dali vječni život.

## Vanjske poveznice
- http://www.wsu.edu/~dee/MESO/GILG.HTM  Arhivirana inačica izvorne stranice od 30. prosinca 2005. (Wayback Machine)
- Sumerski tekstovi: ETCSL[neaktivna poveznica]
  - Gilgameš i Humbaba, verzija A – (avanture izvan cedrove šume)
  - Gilgameš i Humbaba, verzija B
  - Gilgameš i nebeski bik
  - Gilgameš i Aga
  - Gilgameš, Enkidu i drugi svijet
  - Gilgamešova smrt